# Cronologia de la Dinastia Ming
La Dinastia Ming o Imperi del Gran Ming va ser la dinastia governant a la Xina des de 1368 fins a 1644, i aparegué després del col·lapse provocat pels mongols a finals de la dinastia Yuan.

## 1368-1424 Període Ming anterior
| Dates                                             | Esdeveniments |
| ------------------------------------------------- | --- |
| Regnat de l'emperador Hongwu/Taizu (1368-1399)    | |
| 1368                                              | Zhu Yuanzhang (Príncep Wu) proclama la dinastia dels Ming, i es convertix en l'emperador Taizu o Hongwu. S'implanta el concepte de "dues capitals, un centre administratiu", amb Jinling (actual Nanquín) com a capital del Sud i Daliang (actual Kaifeng) com a capital del Nord. |
| 1368                                              | Creació d'una Oficina astronòmica a Nanquín capital de l'Imperi Ming |
| 1369                                              | L'exèrcit mongol queda encerclat a la Mongolia central |
| 1370                                              | L'emperador re-instaura el sistema Confucià d'exàmens (keju) per la selecció dels buròcrates i civils per l'administració pública, i el sistema de rites per les audiències imperials. Construcció de muralles a la ciutat de Pingyao. El país s'organitza en principats, adjudicats als diferents fills e l'emperador. Inici d'un procés de reconstrucció econòmica, especialment en el sector agrícola. |
| 1371                                              | S'activa el sistema de tributs com a única via que facilita l'accés dels estrangers a la Xina |
| 1374                                              | S'estableix un sistema de nomenclatura i organització militar (weisuo). |
| 1375                                              | Inici de purgues polítiques: procés a Hu Weiyong. |
| 1376                                              | La filla gran de l'emperador Lin'an es casa amb el fill del Duc de Han (Li Shanchang), Li Hong. |
| 1379                                              | El Gran conseller Wang Guangyang es executat. |
| 1380                                              | Purgues polítiques (15.000 empresonats o executats) amb el processament i assassinat de Hu Weiyong. L'emperador assumeix personalment la direcció de tres Departaments i sis Ministeris (Funció Pública, Finances, Rites, Exèrcit, Justícia i Obres Públiques) i estableix un règim absolutista amb la desaparició del la figura del Gran Secretariat.                                                    |
| 1382                                              | Reconquista de Yunnan i Guizhou. Jinyi Wei organitza la policia secreta |
| 1387                                              | Cadastre general de l'Imperi. |
| 1390                                              | El Gran Preceptor i Duc de l'Estat de Han, Li Shanchang, es obligat a suïcidar-se. |
| 1392                                              | L'emperador encarrega el "Daming Hunyi Tu" (Mapa amalgamat dels Grans Ming). |
| 1396                                              | Més de 84 milions d'arbres fruiters es planten a les actuals províncies de Hunan i Hubei. |
| 1397                                              | Primera edició del Codi dels Ming |
| 1398                                              | Mor l'emperador Hongwu. El seu net Zhu Yunwen es proclamat com a nou emperador amb el nom de Jianwen. |
| Regnat de l'emperador Jianwen/Huizong (1399-1402) | |
| 1399                                              | Inici de la guerra civil entre Zhu Di (Príncep Yan) futur emperador Yongle, amb el seu nebot l'emperador Jianwen i s'inicia un procés de conflictes interns, amb el suïcidi del Príncep de Xiang (Zhu Bo) i el Príncep de Dai (Zhu Gui) es destronat. |
| 1400                                              | L'exèrcit de la Cort es repetidament derrotat. |
| 1401                                              | Les tropes del Príncep de Yan avançant cap la capital i refusen les ordres de retirada de l'emperador. |
| 1402                                              | Les tropes de Yan conquisten Lingbi i arriben a la capital on Li Jinglong els obre les portes i els dona la benvinguda. |
| Regnat de l'emperador Yongle/Chengzu (1403-1425)  | |
| 1403                                              | Beiping (actual Beijing) es designada com a capital del Nord. |
| 1404                                              | Zhu Gaochi, és nomenat hereu de l'emperador i Zhu Gaxun Príncep de Han. |
| 1403-1435                                         | Construcció de grans muralles a la Xina del Nord |
| 1405                                              | Inici de les grans expedicions marítimes sota el comandament de l'eunuc l'Almirall Zheng He (1371-1433). |
| 1406                                              | Inici de la construcció de la Ciutat Prohibida a Pequín |
| 1406                                              | Ocupació del Vietnam per l'exèrcit dels Ming. |
| 1407                                              | Edició de l'enciclopèdia Yongle (Yongle dadian), amb 22.937 volums. |
| 1410                                              | L'emperador lidera les tropes que derroten els mongols al nord del país. |
| 1411                                              | Zhu Zhanji, net de l'emperador es designat hereu. |
| 1414                                              | L'emperador lidera l'exèrcit que derrota el Mongols Oirat. |
| 1415                                              | Finalitzant les obres de reparació del Gran Canal. Conflictes entre el Príncep de Han, Zhu Gaoxun i el príncep hereu Zhu Gaochi. |
| 1420                                              | Després de 13 anys d'obres es trasllada la capital a Pequín |
| 1421                                              | Incendi al Palau Imperial. |
| 1422                                              | Complot contra l'emperador comandat per Meng Xian que proclama a Zhu Gaosui com a emperador, però el cop es avortat i Meng executat. |
| 1424                                              | Mor l'emperador Yongle |
| Regnat de l'emperador Hongxi/Renzong (1425-1426)  | |
| 1425                                              | L'emperador nomena Zheng He Gran Comandant de Nanquín i suspèn totes les expedicions marítimes. Incorporació als càrrecs públics dels lletrats seguidors de Confuci apartats dels llocs de responsabilitat pel deu pare. Mor a l'edat de 48 anys. |

## 1425-1505 Període Ming mitjà anterior
| Dates                                                         | Esdeveniments |
| ------------------------------------------------------------- | --- |
| 1426                                                          | Rebel·ió de Zhu Gaoxu, Príncep de Han.                                                                                                |
| Regnat de l'emperador Xuande/Xuanzong (1426-1436)             | |
| 1426                                                          | Creació del Consell Privat on els funcionaris eunucs assoleixen alts nivells de poder.                                                |
| 1427                                                          | Independència del Vietnam |
| 1429                                                          | L'emperador ordena la mort de Zhu Gaoxu i dels seus fills.                                                                            |
| 1432                                                          | Mor Zheng He |
| 1435                                                          | Mor l'emperador Xuande. Zhu Qizhen es el nou emperador amb només nou anys.                                                            |
| Primer Regnat de Yingzong amb el nom de Zhengtong (1436-1450) | |
| 1438                                                          | Inici de guerres amb Birmania |
| 1448                                                          | Rebel·lió a Guangzhou, Zhejiang i Fujian.                                                                                             |
| 1449                                                          | Conflictes amb el mongols Oirats: Crisi de Tumu: l'emperador empresonat al Nord de Hebei. Conflictes amb la minoria ètnica dels Miao. |
| Regnat de l'emperador Jingtai/Taizong (1450-1457)             | |
| 1452                                                          | Revoltes a Hunan |
| 1456                                                          | Inundacions del riu Groc. Rebel·lió a Guangxi                                                                                         |
| Segòn Regnat de Yingzong amb el nom de Tianshun (1457-1465)   | |
| 1461                                                          | Rebel·lió del general Cao Qin |
| Regnat de l'emperador Chenghua/Xianzong (1465-1488)           | |
| 1480                                                          | Piratas wakou o Wakō a Fujian |
| 1482                                                          | Inundacions a Henan amb 12000 morts                                                                                                   |
| 1484                                                          | Situació de fam a Shanxi i |
| Regnat de l'emperador Hongzhi/Xiaozong (1488-1505)            | |
| 1489                                                          | Ruptura dels dics del riu Groc |
| 1489                                                          | Rebel·lió a Hainan |
| 1492                                                          | Inundacions a la província de Shandong                                                                                                |
| 1501                                                          | Terratrèmol a Shanxi |
| 1502                                                          | Finalitza la redacció del Da Ming huidi, compendi de normatives i estatuts de la dinastia                                             |
| 1503                                                          | Revoltes pageses a la província de Shandong                                                                                           |
| 1504                                                          | Restauració del temple de Confuci a QuFu (província de Shandong)                                                                      |

## 1506-1590 Període Ming mitjà posterior
| Dates                                             | Esdeveniments |
| ------------------------------------------------- | --- |
| Regnat de l'emperador Zhengde/Wuzong (1506-1522)  | |
| 1514                                              | Els portuguesos arriben per primer cop a Guangdong. Obertura de mines de plata a Yunnan. |
| 1517                                              | El portuguès Tomé Pires, primer ambaixador occidental |
| 1520                                              | Utilització per primer cop dels canons comprats als portuguesos |
| Regnat de l'emperador Jiajing/Shizong (1522-1567) | |
| 1528                                              | Revisió i reparació del Gran Canal |
| 1530-1581                                         | Ampliació de la fiscalitat monetària amb lingots d'or |
| 1550                                              | Durant vuit dies Pequín es assetjada pels mongols dirigits per Altan Khan |
| 1552                                              | Mort de Francesc Xavier a Shangchuan, sense poder arribar a la Xina continental. |
| 1555                                              | Els pirates japonesos ataquen Hangzhou capital de Zhejiang |
| 1555                                              | Terratrèmol a Shannxi, Shanxi i Henan amb 830.000 víctimes |
| 1557                                              | Els portuguesos s'instal·len de forma permanent a Macao |
| 1558                                              | El general Qi Jiguang va obtenir una important victòria sobre el pirates japonesos a Cengang |
| Regnat de l'emperador Longqing/Muzong (1567-1573) | |
| 1570                                              | Inici de l'importació de plata d'Amèrica |
| Regnat de l'emperador Wanli/Shenzong (1573-1620)  | |
| 1575                                              | Arriba Zhongzuoso (Xiamen) el missioner agustí i científic navarrès Martin de Rada. |
| 1578                                              | Li Shizhen finalitza el Compendi de Matèria Mèdica - 本操 纲目- (Bencao Gangmu). |
| 1581                                              | Durant el regnat de l'emperador Wanli, el Gran Secretari Zhang Juzheng posa en ordre l'administració, organitza el primer registre cadastral de tot Xina, i posa en marxa l'obligació de pagar els impostos amb plata |
| 1582                                              | Inici de l'activitat missionera dels jesuïtes a la Xina. |
| 1585                                              | Gonzalez de Mendoza publica a Roma "Historia de las cosas mas notables, ritos y costumbres del gran Reyno de la China".                                                                                               |

## 1590-1644 Període Ming posterior i fi de la dinastia
| Dates                                                                 | Esdeveniments |
| --------------------------------------------------------------------- | --- |
| 1590                                                                  | Publicació de "Viatge a l'Oest" obra clàssica de la literatura xinesa, associada a l'erudit Wu Cheng'en                                                                                  |
| 1590-1605                                                             | "Febre minera" |
| 1592                                                                  | Guerra amb els japonesos que desembarquen a Corea. |
| 1593                                                                  | Els missioners jesuïtes,els italians Michele de Ruggieri i Matteo Ricci s'instal·len a Guangdong                                                                                         |
| 1598                                                                  | Retirada dels japonesos de Corea |
| 1600                                                                  | Arriba a la Xina el missioner jesuïta espanyol Diego de Pantoja que posteriorment va reunir-se amb Matteo Ricci a Pequín.                                                                |
| 1601                                                                  | Matteo Ricci s'instal·la a Pequín |
| 1602                                                                  | La Companyia Holandesa de les Indies transporta 6 milions de peces de porcellana a Europa                                                                                                |
| 1607                                                                  | Xu Guangqi, Sabatino de Ursis i Matteo Ricci tradueixen al xinès els tractats matemàtics d'Euclides                                                                                      |
| 1609                                                                  | Inundacions a Fujian, terratrèmol a Gansu. Publicació de l'enciclopèdia "Sancai Tuhui"                                                                                                   |
| 1615                                                                  | Mei Yingzu publica el diccionari "Zihui" amb 33.179 caràcters. |
| Regnat de l'emperador Taichang/Guangzong (1620-1621)                  | |
| 1620                                                                  | Conflictes entre els funcionaris eunucs i els lletrats de l'Acadèmia de Donglin. |
| Regnat de l'emperador Tianqi/Xizong (1621-1628)                       | |
| 1622                                                                  | Rebellio del "Lotus Blanc" al Nord-Oest de la Xina. Arriba a la Xina el jesuïta alemany Adam Schall von Bell, matemàtic i astrònom que va col·laborar en la reforma del calendari xinès. |
| 1624                                                                  | Els holandesos s'instal·len a la costa de Taiwan. |
| 1624-1627                                                             | Sota la confiança de l'emperador Tianqi, l'eunuc Wei Zhongxian exerceix el poder de forma dictatorial                                                                                    |
| 1627                                                                  | Inici de les rebel·lions de militars i pagesos |
| Regnat de l'emperador Chongzhen/Sizong (1628-1645). Fi de la dinastia | |
| 1630                                                                  | Alçaments a Shanxi |
| 1636                                                                  | Revoltes populars conduïdes per Zhang Xianzhong i Li Zicheng. |
| 1642                                                                  | Els manxús ocupen les províncies del Nord-Est. El jesuïta portuguès Álvaro Semedo publica a Madrid "Imperio de la China".                                                                |
| 1644                                                                  | Li Zicheng entra a Pequín i l'emperador Chongzhen es suïcidá. |